# Eric da Silva Moreira
Eric Emanuel da Silva Moreira (Hamburgo, Alemania, 3 de mayo de 2006) es un futbolista alemán que juega de delantero en el Nottingham Forest F. C. de la Premier League.

## Estadísticas

### Clubes
Actualizado al último partido disputado el 11 de febrero de 2025.
| Club                               | Div.          | Temporada     | Liga  | Liga  | Liga   | Copas nacionales | Copas nacionales | Copas nacionales | Copas internacionales | Copas internacionales | Copas internacionales | Total | Total | Total  |
| Club                               | Div.          | Temporada     | Part. | Goles | Asist. | Part.            | Goles            | Asist.           | Part.                 | Goles                 | Asist.                | Part. | Goles | Asist. |
| ---------------------------------- | ------------- | ------------- | ----- | ----- | ------ | ---------------- | ---------------- | ---------------- | --------------------- | --------------------- | --------------------- | ----- | ----- | ------ |
| F. C. St. Pauli II · Alemania      | 4.ª           | 2023-24       | 10    | 1     | 0      | 0                | 0                | 0                | —                     | —                     | —                     | 10    | 1     | 0      |
| F. C. St. Pauli II · Alemania      | Total club    | Total club    | 10    | 1     | 0      | 0                | 0                | 0                | 0                     | 0                     | 0                     | 10    | 1     | 0      |
| F. C. San Pauli · Alemania         | 2.ª           | 2023-24       | 1     | 0     | 0      | 0                | 0                | 0                | —                     | —                     | —                     | 1     | 0     | 0      |
| F. C. San Pauli · Alemania         | Total club    | Total club    | 1     | 0     | 0      | 0                | 0                | 0                | 0                     | 0                     | 0                     | 1     | 0     | 0      |
| Nottingham Forest F. C. Inglaterra | 1.ª           | 2024-25       | 2     | 0     | 0      | 3                | 0                | 0                | —                     | —                     | —                     | 5     | 0     | 0      |
| Nottingham Forest F. C. Inglaterra | Total club    | Total club    | 2     | 0     | 0      | 3                | 0                | 0                | 0                     | 0                     | 0                     | 5     | 0     | 0      |
| Total carrera                      | Total carrera | Total carrera | 13    | 1     | 0      | 3                | 0                | 0                | 0                     | 0                     | 0                     | 16    | 1     | 0      |

## Palmarés

### Campeonatos internacionales
| Título                        | Selección                    | Sede      | Año  |
| ----------------------------- | ---------------------------- | --------- | ---- |
| Eurocopa Sub-17               | Selección de Alemania sub-17 | Hungría   | 2023 |
| Copa Mundial de Fútbol Sub-17 | Selección de Alemania sub-17 | Indonesia | 2023 |